# 巫毒甜甜圈
巫毒甜甜圈（英語：Voodoo Doughnut）或譯巫毒多拿滋，是美國波特蘭一家獨立經營的甜甜圈店。它自2003年開始營業，原店址位於波特蘭西南區第三大道22號，即伯恩賽德橋南邊、「丹與路易斯蠔酒吧」的轉角處。巫毒甜甜圈以千奇百怪的甜甜圈和不拘一格的店內裝潢著稱；此外，上方印有店家標誌與巫毒祭司圖案的粉紅色裝盒也是其特色之一。巫毒甜甜圈現有兩家分店，一家坐落於波特蘭東北區大衛街，2008年6月開幕；另一家則位在尤金，2010年6月起正式營運。它的旗艦店在2011年4月為大幅改裝而暫時歇業，同年6月將店面從70平方公尺擴充至210平方公尺並完成裝潢後重新開幕。
除了販賣甜甜圈外，巫毒甜甜圈也提供合法結婚服務，招待店內的甜甜圈與咖啡。
《洛杉磯時報》曾讚巫毒甜甜圈是國際旅遊景點。
曾在2015年於台北設立全球首家海外分店，但現已歇業。

## 電視
巫毒甜甜圈曾多次登上媒體，包括旅遊生活頻道中安東尼·波登的《波登不設限》、《挑戰美食堂》、《甜甜圈天堂》以及《勇闖天涯》的西北太平洋單元等電視節目。它也是《驚險大挑戰》第13季的壓軸終點。
2010年，《辛普森家庭》的20周年特別電視紀錄片中，製片人摩根·史柏路克曾前往巫毒甜甜圈二號店消費。
傑·雷諾亦曾在《傑·雷諾今夜秀》中引用巫毒甜甜圈作為節目開場白：「你知道奧勒岡州波特蘭的一家甜甜圈店，賣的甜甜圈含有咖啡因嗎？沒錯，我想你會在你的繞道手術中保持全程清醒。」

## 外部連結
- 巫毒甜甜圈官方網站 （页面存档备份，存于）
- Voodoo Doughnut的MySpace主頁
- Voodoo Doughnut Too的MySpace主頁